# Episodi di Un caso per due (dodicesima stagione)
La dodicesima stagione della serie televisiva tedesca Un caso per due, composta da 10 episodi, è andata in onda in Germania sul canale ZDF a partire dal 3 gennaio 1992.
| nº | Titolo originale        | Titolo italiano           | Prima TV Germania | Prima TV Italia |
| -- | ----------------------- | ------------------------- | ----------------- | --------------- |
| 1  | Schweigen ist Geld      | Il testimone chiave       | 3 gennaio 1992    |                 |
| 2  | Härter als Glas         | Un favore ricambiato      | 31 gennaio 1992   |                 |
| 3  | Todesspiel              | L'ultima notte            | 13 marzo 1992     |                 |
| 4  | Geld verjährt nicht     | Il quarto uomo            | 1º maggio 1992    |                 |
| 5  | Lebenszeichen           | Il medaglione             | 10 luglio 1992    |                 |
| 6  | Scheine spielen schwarz | La posta in gioco         | 31 luglio 1992    |                 |
| 7  | Käufliche Herren        | Poliziotto corrotto       | 11 settembre 1992 |                 |
| 8  | Gier                    | Avidità                   | 2 ottobre 1992    |                 |
| 9  | Das Attentat            | L'attentato               | 30 ottobre 1992   |                 |
| 10 | Feiglinge töten nicht   | I vigliacchi non uccidono | 27 novembre 1992  |                 |

## Il testimone chiave
- Titolo originale: Schweigen ist Geld
- Diretto da: Kaspar Heidelbach
- Scritto da: Detlef Müller
- Interpreti: Claus Theo Gärtner - Josef Matula, Rainer Hunold - Dr. Rainer Franck, Ben Becker - Hanno Bremer, Jale Arikan - Nilay, Wolfgang Bathke - procuratore, Michael Benthin, Horst Bollmann - Oberstudienrat Kepich, Hannelore Cremer - Waltraud Kepich, Wilfried Elste, Dana Geissler, Hans-Joachim Heist, Karl-Heinz Hess, Renate Kohn - Helga, Doris Kunstmann - Vera Schubert, Günter Nebel, Dieter Schaad, Henning Schimke, Rosemarie Schubert - Vorsitzende

### Trama
Dr. Franck difende Hanno Bremer, che ha confessato di aver ucciso il direttore di un magazzino, che stando a lui, lo aggrediva intimamente. Durante il processo la corte si convince di un omicidio in forma organizzata e prevede un ergastolo. Allora il giovane cambia versione e dice di essere stato pagato dal prof. Kepich, insegnante della sua scuola, per confessare al posto suo il delitto.

### Colonna sonora
- Scorpions, Still Loving You

## Un favore ricambiato
- Titolo originale: Härter als Glas
- Diretto da: Erwin Keusch
- Scritto da: Detlef Müller
- interpreti: Claus Theo Gärtner - Josef Matula, Rainer Hunold - Dr. Rainer Franck, Karl Merkatz - Karl Lohse, Klaus J. Behrendt - Klaus Hencke, Jan Biczycki - Dr. Heitkamp, Eva Brumby - Liesbeth Lohse, Ruth Brück, Jan Fedder - Volker Klages, Marco Hofschneider - Günter Lohse, Renate Kohn - Helga, Ilse Neubauer - Ilse Ruppert, Walter Renneisen - Kommissar, Werner Schwuchow, Udo Swann

### Trama
Un giovane meccanico viene arrestato con l'accusa di aver ucciso la fidanzata, ma viene rilasciato a seguito della verifica dell'alibi. Il padre della ragazza promette di vendicarsi. La moglie dell'uomo chiede aiuto all'avv. Franck.

## L'ultima notte
- Titolo originale: Todesspiel
- Diretto da: Michael Gutmann
- Scritto da: Detlef Müller
- Interpreti: Claus Theo Gärtner - Josef Matula, Rainer Hunold - Dr. Rainer Franck, Tushka Bergen - Gaby Renders, Arnold Frühwald, Ursula Heyer - Anke Bruck, Rüdiger Kirschstein - Thomas Bruck, Renate Kohn - Helga, Catarina Raacke - Hannah, Gisbert Rüschkamp, Werner Schwuchow - Kommissar Karzig, Jutta Speidel - Lore Renders, Oliver Stritzel - Erik, Steffen Wilhelm, Hans Zürn

### Trama
Il regista di teatro Thomas Bruck chiede aiuto all'amico avv. Franck: Qualcuno ha cercato di uccidere la moglie Anke, che ha appena chiesto il divorzio per l'infedeltà del marito. Ciò significherebbe la fine dei progetti teatrali del regista.

## Il quarto uomo
- Titolo originale: Geld verjährt nicht
- Diretto da: Hajo Gies
- Scritto da: Josef Rölz
- Interpreti: Claus Theo Gärtner - Josef Matula, Rainer Hunold - Dr. Rainer Franck, Erich Bar - Faust, Jeanette Becker, Josef Bilous - Benno, Michael Brandner - Lotze, Bianca Hehemann - Andrea, Dietrich Hollinderbäumer - Tenberg, Renate Kohn - Helga, Horst Krebs, Kai Maertens - Kommissar, Katharina Meinecke - Monica, Heinrich Schafmeister - Dentzel, August Zirner - Damaschke

### Trama
Dr. Franck viene visitato da Damaschke, un bulgaro che aveva difeso sei anni prima per una rapina in banca a mano armata, fatta con altri due complici. Lui fu l'unico dei tre a finire in prigione, senza confessare i nomi dei complici. Uscito di prigione viene seguito da uno dei tre.

### Colonna sonora
- Queen, A Kind of Magic

## Il medaglione
- Titolo originale: Lebenszeichen
- Diretto da: Wolfgang F. Henschel
- Scritto da: Josef Rölz

## La posta in gioco
- Titolo originale: Scheine spielen schwarz
- Diretto da: Michael Meyer
- Scritto da: Constantin Kilian

## Poliziotto corrotto
- Titolo originale: Käufliche Herren
- Diretto da: Gabriela Zerhau
- Scritto da: Klaus Bädekerl (Klaus Sammer)

## Avidità
- Titolo originale: Gier
- Diretto da: Michael Lähn
- Scritto da: Wilfried Viktor Herz

## L'attentato
- Titolo originale: Das Attentat
- Diretto da: Michael Gutmann
- Scritto da: Michael Gutmann e Oliver Stritzel

## I vigliacchi non uccidono
- Titolo originale: Feiglinge töten nicht
- Diretto da: Frank Strecker
- Scritto da: Peter Zingler